# Baki (Somalilàndia)
|  | Per a altres significats, vegeu «Baki». |

Baki és una ciutat de la regió d'Awdal, a Somalilàndia, capital del districte del seu nom. Anteriorment (1982) fou capital de la regió d'Awdal, però va perdre posteriorment aquesta condició, probablement el 1992, en favor de Borama, prop de la frontera amb Etiòpia. La ciutat té prop dels cent mil habitants, xifra que assoleix el districte.
Baki està situada al nord-est de Borama, en una regió muntanyosa que ocupa la part nord de l'actual regió i el centre de l'antiga (abans de la seva divisió el 2007).
Està poblada pels gadabursi, sub clans dels reer nuur i mahad case.